# Günter Albusberger
Günter Albusberger (* 2. Juni 1937 in Zwickau; † 1. Juni 2020) war ein deutscher Industriedesigner und Ingenieur.

## Leben und Werk
Albusberger absolvierte von 1953 bis 1956 eine Lehre als Werkzeugmacher und studierte anschließend bis 1959 an der Ingenieurschule für Werkzeugmaschinenbau Karl-Marx-Stadt. Danach arbeitete er als Hauptmechaniker und Haupttechnologe im VEB Metallschlauchwerk Zwickau und von 1965 bis 1977 als Gruppenleiter und stellvertretender Konstruktionsleiter im Forschungszentrum Umformungsverfahren in Zwickau. Von 1971 bis 1977 machte Albusberger ein Fernstudium bei Winfried Baumberger an der Hochschule für industrielle Formgestaltung Halle – Burg Giebichenstein, das er als Diplomformgestalter abschloss. Ab 1979 war er Leiter der Gestaltungseinrichtung des VEB Kombinat Umformtechnik „Herbert Warnke“ Erfurt, die ihren Sitz in Zwickau im Forschungszentrum für Umform- und Plastverarbeitung hatte. Dort befasste er sich vor allem mit dem Design von industriellen Pressen. Ab 1985 war er Chefgestalter des Kombinats.
Albusberger war bis 1990 Mitglied des Verbands Bildender Künstler der DDR. Er war von 1977 bis 1988 auf der VIII. bis X. Kunstausstellung der DDR in Dresden und 1985 auf der Bezirkskunstausstellungen Karl-Marx-Stadt vertreten. Von ihm designte Produkte wurden u. a. 1981 als Gutes Design ausgezeichnet.
Nach der deutschen Wiedervereinigung arbeitete er in Zwickau als freischaffender Designer. Er war mit Helga Albusberger verheiratet.

## Von Albusberger designte Produkte (Auswahl)
- Hubkolbenverdichteranlage „Compact 500“ (um 1980/81)

## Fachpublikationen Albusbergers (unvollständig)
- Erscheinungsbild: Umformtechnik. In: Form und Zweck, 6/1984 (mit Lothar Möckel)[2]
- Formgestaltung im Bereich der Umformtechnik, dargestellt am Beispiel der Pressen PEZZ 250 – electronic und PEZZ 400 -electronic. In: Fertigungstechnik und Betrieb, Berlin, 9/1985 (mit Heinrich Gebhardt)